# Advances in Heterocyclic Chemistry
Advances in Heterocyclic Chemistry (укр. Досягнення гетероциклічної хімії) —  рецензований журнал, що видається Elsevier Verlag .
Журнал був заснований в 1963 році і присвячений хімії гетероциклів, розділу органічної хімії .
Головними редакторами журналу є Ерік Ф. В. Скрівен з Університету Флориди та Крістофер А. Рамсден з Кілського університету. Згідно з даними Web of Science Journal Citation Reports за 2019 рік журнал мав імпакт-фактор 4,313, посівши 10 місце з 57 видань у категорії органічна хімія.